# Вакцина против пнеумокока
Вакцина против пнеумокока  је коњугована полисахаридна вакцина намењена је активној имунизација против обољења изазаваних пнеумококом (лат. S pneumoniae)  код деце узраста од навршена два месеца живота. Вакцина против пнеумокока у телу вакцинисана особе подстиче стварање заштитних антитела на једну од структура ћелије пнеумокока, која овој бактерији омогућава да буде вирулентна  или да изазове болест). Уколико се вакцинисане особе нађу у контакту с типовима пнеумокока из вакцине, имаће заштитна антитела, па неће оболети.  Вакцина против пнеумокока као део рутинске профилаксе препоручује се код мале деце (старости < 5 година) и одраслих старијих од  65 година. Ове вакцине се такође препоручују особама које су имунокомпромитоване (нпр ХИВ, рак, бубрежна болест) или имају функционалну или анатомску аспленију, цурење цереброспиналне течности или кохлеарне имплантате.

## Опште информације
Пнеумокок (лат.  S pneumoniae)  је бактерија која је присутна у носу и ждрелу људи од дечјег узраста до најстаријег доба. Најчешћи је изазивач запаљења средњег уха, посебно код мале деце, као и бактеријске пнеумоније подједнако код деце и одраслих. Пнеумонија или пнеумококно запаљење плућа (по коме је и добио назив, неретко се јавља у тешкој форми, када је неопходно лечење у болничким условима. Најтеже форме пнеумококних болести су сепса и запаљење меких можданица – менингитис, које се могу развити нагло и код којих је смртност, и поред терапије, и даље висока.
Иако се пнеумококне болести могу јавити у сваком узрасту, највећи ризик да оболе имају мала деца, старији од 65 година, као и људи с факторима ризика: хроничним болестима плућа, срца, бубрега, јетре, они којима је одстрањена слезина, или имају кохлеарне имплантате, али и дугогодишњи пушачи. Код њих се пнеумококне болести јављају чешће и у тешком облику. 
Иако се пнеумококне болести данас успешно лече антибиотицима,  треба имати у виду да је резистенција на антибиотике код пнеумокока све чешћа у многим средини, што понекад отежава  терапију.

## Активна имунизација против пнеумокока
Активна имунизација против обољења изазаваних Стрептококусом пнеумоније спроводи се коњугованом полисахаридном вакцином против обољења изазваних S pneumoniae код деце узраста од навршена два месеца живота.
Активна имунизација се спроводи са три дозе вакцине у размацима не краћим од четири недеље (примарна серија) до навршених шест месеци живота.
Ревакцинација се спроводи једном дозом коњуговане полисахаридне вакцине у другој години живота најраније шест месеци након комплетирања примарне серије.
Уколико се примарна серија не спроведе до навршених шест месеци живота, активна имунизација се спроводи предвиђеним бројем доза за узраст, до навршених 24 месеца живота.
Уколико се вакцинација започиње у узрасту 7-11 месеци треба дати две дозе вакцине са размаком од најмање четири недеље између доза. Ревакцинација се спроводи једном дозом коњуговане полисахаридне вакцине у другој години живота, најраније шест месеци након комплетирања примарне серије.
Уколико се вакцинација започиње у узрасту 12-23 месеца треба дати две дозе вакцине са размаком од најмање осам недеља између доза.Ревакцинација се у овим случајевима не спроводи.
Вакцина се даје интрамускуларно у одговарајућој дози (0,5 мл) у антеролатерални део надколенице или надлактицу (делтоидни мишић).

## Индикације за вакцинацију
Активна имунизација против обољења изазваних стрептококусом пнеумоније спроводи се у следећим случајевима:
1. анатомска или функционална аспленија и српаста анемија,
2. нефротски синдром,
3. симптоматска и асимптоматска ХИВ инфекција,
4. трансплантација органа и ткива,
5. малигна обољења,
6. стања која доводе до истицања ликвора,
7. уградње кохлеарних имплантата,
8. стања ослабљеног имунитета,
9. деце која живе у колективном смештају,
10. старији од 65 година у колективном смештају,
11. непокретни штићеници у институцијама здравствене и социјалне заштите.

### Ревакцинација
Ревакцинација се спроводи једном дозом пнеумококне полисахаридне вакцине (ППВ23) након пет година код особа са:
- анатомском/функционалном аспленијом,

- ХИВ инфекцијом,

- нефротским синдромом и стањима ослабљеног имунитета.

## Вресте вакцина
Активна имунизација против обољења изазваних стрептококусом пнеумоније спроводи се коњугованом полисахаридном пнеумококном вакцином и полисахаридном пнеумококном вакцином. 
Прва вакцина која је направљена за превенцију пнеумококних оболења била је полисахаридног типа и већ је дуго у примени. Даје се старијој деци и одраслим особама. 
Друга, новија вакцина је коњугована и даје се и код млађих од две године. Постоје три типа коњуговане пнеумоконе вакцине: 7-, 10- и 13-валентна. Ова вакцина се налази у Србији у календару обавезне имунизације деце од другог месеца живота. Пнеумококна коњугована вакцина треба да се даје и особама којима је одстрањена слезина, а препоручује се давање и особама старијим од 65 година.
Вакцинација трудница са хроничним обољењима пружа заштиту детета у првих 6 месеци живота.

### Пнеумококна 13-валентна вакцина  (Превенар 13)
Пнеумококна 13-валентна коњугована вакцина  (Превенар 13), која садржи 13 различитих врста пнеумококних бактерија.  Капсуларна полисахаридна вакцина против 13 сојева S pneumoniae, коњугованих са нетоксичним протеином дифтерије, укључујује следеће серотипове 1, 3, 4, 5, 6А, 6Б, 7Ф, 9В, 14, 18Ц, 19А, 19Ф..
Користи се за спречавање инфекције изазване пнеумококним бактеријама.  Међутим ова вакцина неће лечити активну инфекцију која се већ развила у телу. 
Индикована као рутинска вакцинација за: 
- за новорођенчада од 6 неда и децу до до 17. година,

- децу старости од 5 до 6 година и одраслих старијих од 18 година са високим ризиком од пнеумококне инфекције
- имунокомпромитованих особа (нпр. ХИВ, рак, бубрежна болест)
- вакцинацију особа које имају функционалну или анатомску аспленију, цурење цереброспиналне течности или кохлеарне имплантате.

Као и сваки други лек, и ова вакцина може изазвати нежељене ефекте, али ризик од озбиљних нуспојава је изузетно низак. Такође  пнеумококна 13-валентна вакцина можда неће пружити заштиту од болести код сваке особе.
Уобичајени нежељени ефекти Пнеумовак 23 укључују:
- реакције на месту ињекције (бол, бол, топлота, црвенило, оток, осетљивост, тврда квржица), укоченост руке или ноге у коју је убризгана вакцина,
- болови у мишићима или зглобовима,
- грозница, језа,
- главобоља,
- мучнина, повраћање, пролив,
- слабост,
- умор,
- осип по кожи.

### Пнеумококна 23-валентна вакцина (Пнеумо 23)
Поливалентна полисахаридна пнеумококна вакцина (Пнеумо 23) је вакцина која помаже у заштити од озбиљних инфекција, као што су упала уха, инфекција синуса, упала плућа, инфекција крви (бактеријемија) и менингитис (инфекција покривача мозга) изазваних бактеријом  S pneumoniae. 
Капсуларни антигени S pneumoniae  стимулишу активни имуни одговор, што резултује производњом ендогено произведених антитела. Вакцина садржи 23 серотипа који укључују: 1, 2, 3, 4, 5, 6Б, 7Ф, 8, 9Н, 9В, 10А, 11А, 12Ф, 14, 15Б, 17Ф, 18Ц, 19Ф, 19А2, , 23Ф и 33Ф.
Свака доза од 0,5 мл вакцине садржи 25 микрограма сваког полисахаридног типа у изотоничном физиолошком раствору који садржи 0,25% фенола као конзерванса. Вакцина се користи директно без разређивање или реконституција.
Индикована као рутинска вакцинација за:
- одрасле старије од 65 година.
- високоризичне одрасле особе и децу која имају хроничну болест срца или плућа, болести јетре, бубрега, шечерну болест, алкохолизам, цирозу,
- имунокомпромитоване особе или особе које имају функционалну или анатомску аспленију, цурење цереброспиналне течности или кохлеарне имплантате.
- код особа са анемијом српастих ћелија, ХИВ-ом, одређеним карциномима,

Уобичајени нежељени ефекти Пнеумо 23 укључују:
- реакције на месту инјекције (бол, бол, топлота, црвенило, оток, осетљивост, тврда квржица), укоченост руке или ноге у коју је убризгана вакцина,
- болови у мишићима или зглобовима,
- грозница, језа,
- главобоља,
- мучнина, повраћање, пролив,
- слабост,
- умор,
- осип по кожи,
- анафилактоидна реакција
- ангиоедем
- серумска болест због лека

## Процедура
Код лица узраста од два месеца живота до навршене две године живота, која нису претходно вакцинисана, примењује се коњугована полисахаридна пнеумококна вакцина (ПЦВ10, ПЦВ13), са потребним бројем доза према узрасту.
Код лица узраста од навршених две година живота и старијих која нису претходно вакцинисана, примењују се коњугована полисахаридна пнеумококна вакцина (ПЦВ10, ПЦВ13 зависно од узраста) и полисахаридна пнеумококна вакцина. ПЦВ 10 се даје до навршених 5 година живота, а ПЦВ13 од 6 година живота и старијих. Након једне дозе пнеумококне коњуговане полисахаридне даје се једна доза пнеумококне полисахаридне вакцине (ППВ23) у размаку не краћем од осам недеља.
Вакцине се дају интрамускуларно у одговарајућој дози (0,5 мл), у антеролатерални део феморалне регије или делтоидни мишић у зависности од узраста, а према сажетку карактеристика лека.
Код особа код којих је индикована примена пнеумококне коњуговане (ПЦВ 10, ПЦВ13) и коњуговане четворовалентне менингококне вакцине прво треба дати пнеумококну коњуговану вакцину, а потом коњуговану четворовалентну менингококну вакцину у размаку не краћем од 4 недеље. Симултана примена ових вакцина се не препоручује, јер коњугована четворовалентна менингококна вакцина може да интерферира са антителима на пнеумококну коњуговану вакцину.
Активна имунунизација против обољења изазваних Стрептококом пнеумоније спроводи се у надлежним здравственим установама и установама ван здравственог система (код чијих је корисника индиковано давање), у координацији са територијално надлежним институцијама за јавно удравље.